# Punta della Dogana

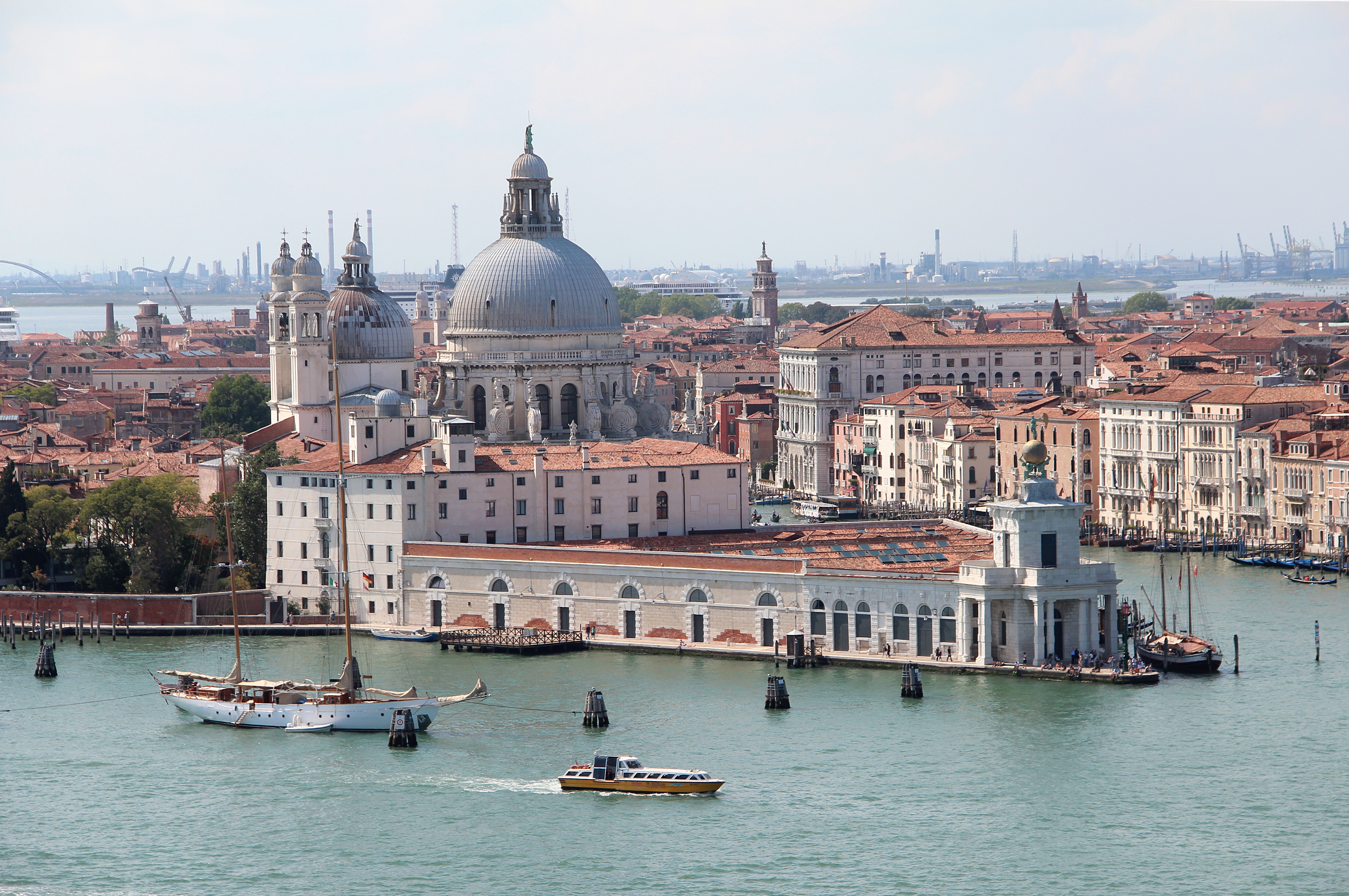
La Punta della Dogana vista desde el campanario de la Basílica de San Giorgio Maggiore.

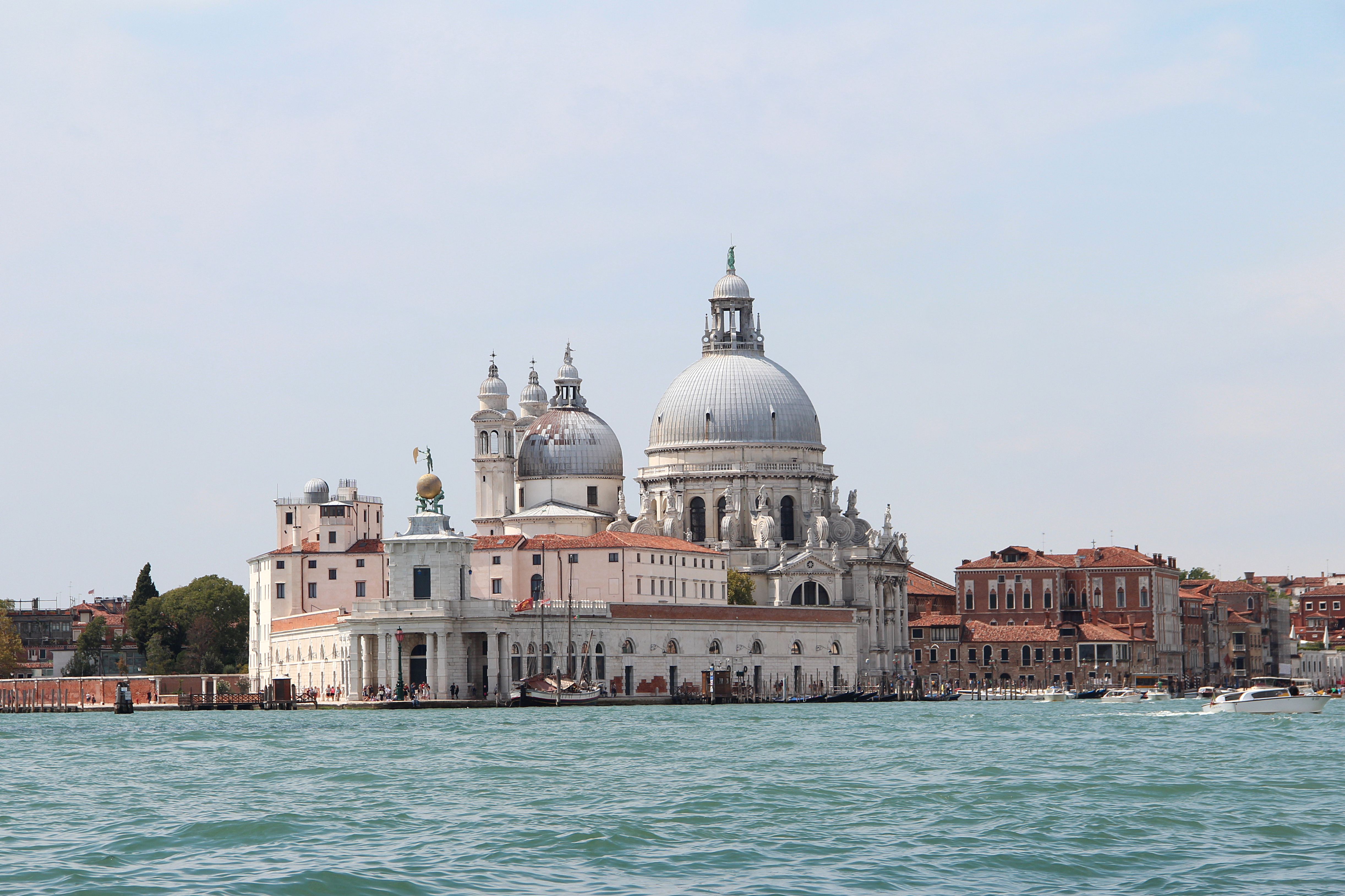
La Punta della Dogana vista desde Bacino di San Marco.

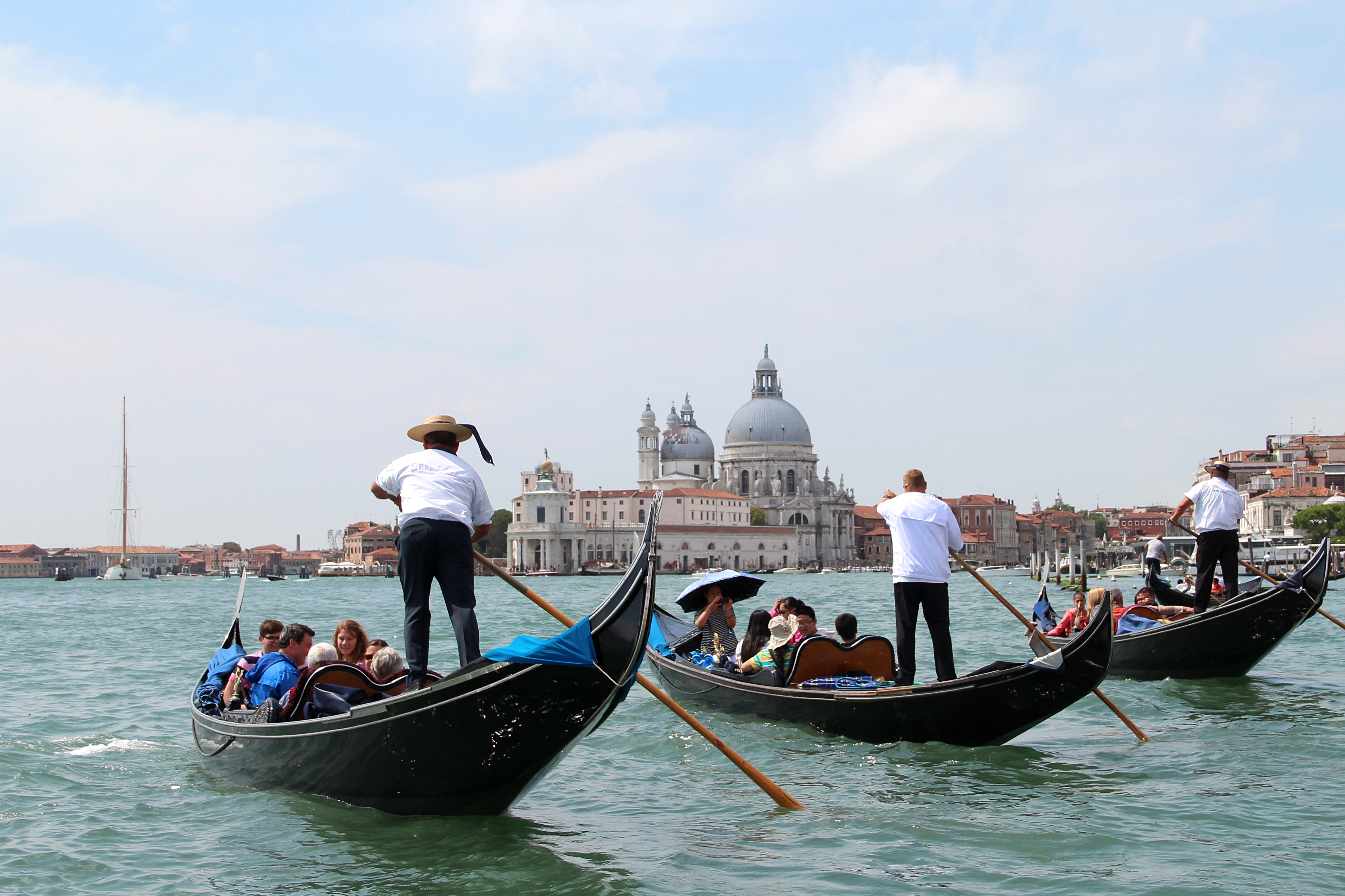
Gondoleros acercándose a la Punta della Dogana.

La Punta della Dogana, Punta della Salute o Punta da Màr es una zona de Venecia, que consiste en una delgada punta triangular que divide el Gran Canal y el Canal de la Giudecca, dando hacia la cuenca de San Marcos. La zona alberga tres importantes complejos arquitectónicos: la Basílica de Santa Maria della Salute, el seminario patriarcal y el complejo de la Dogana da Mar, que da nombre a la zona.

## Edificios

### Basílica de Santa Maria della Salute

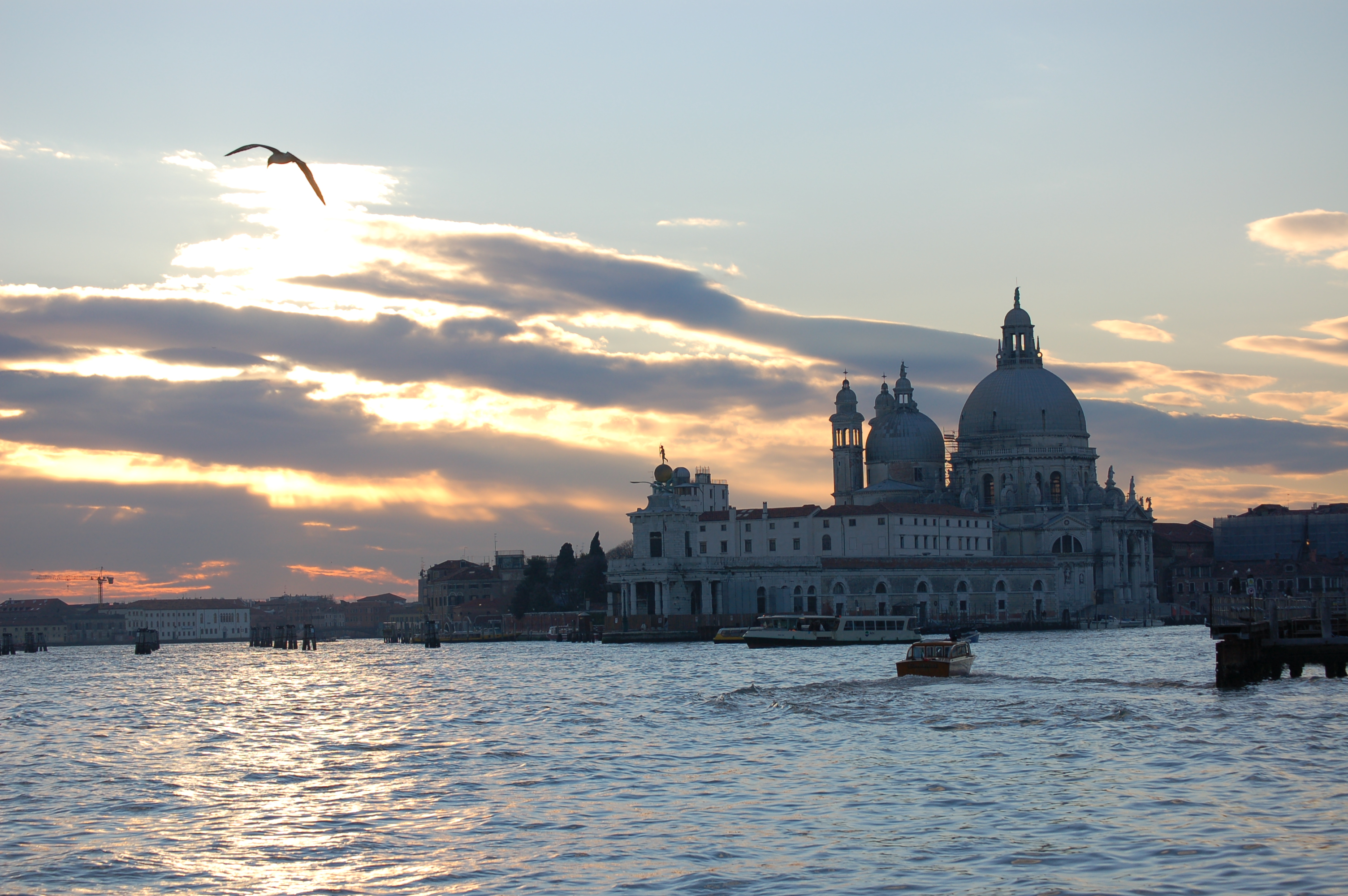
La Punta della Dogana y la Basílica de Santa Maria della Salute.

Santa Maria della Salute (también conocida como iglesia de la Salute o simplemente La Salute) es una basílica de estilo barroco veneciano, proyectada por Baldassare Longhena. Como sucedió con las iglesias del Redentor y de San Roque, la basílica fue realizada en señal de agradecimiento a la Virgen por parte de los venecianos por la liberación de la peste que diezmó la población entre 1630 y 1631. Se caracteriza por su planta interior octogonal y por la gran cúpula que domina el último tramo del Gran Canal y puede verse desde la Plaza de San Marcos.

### Dogana da Mar

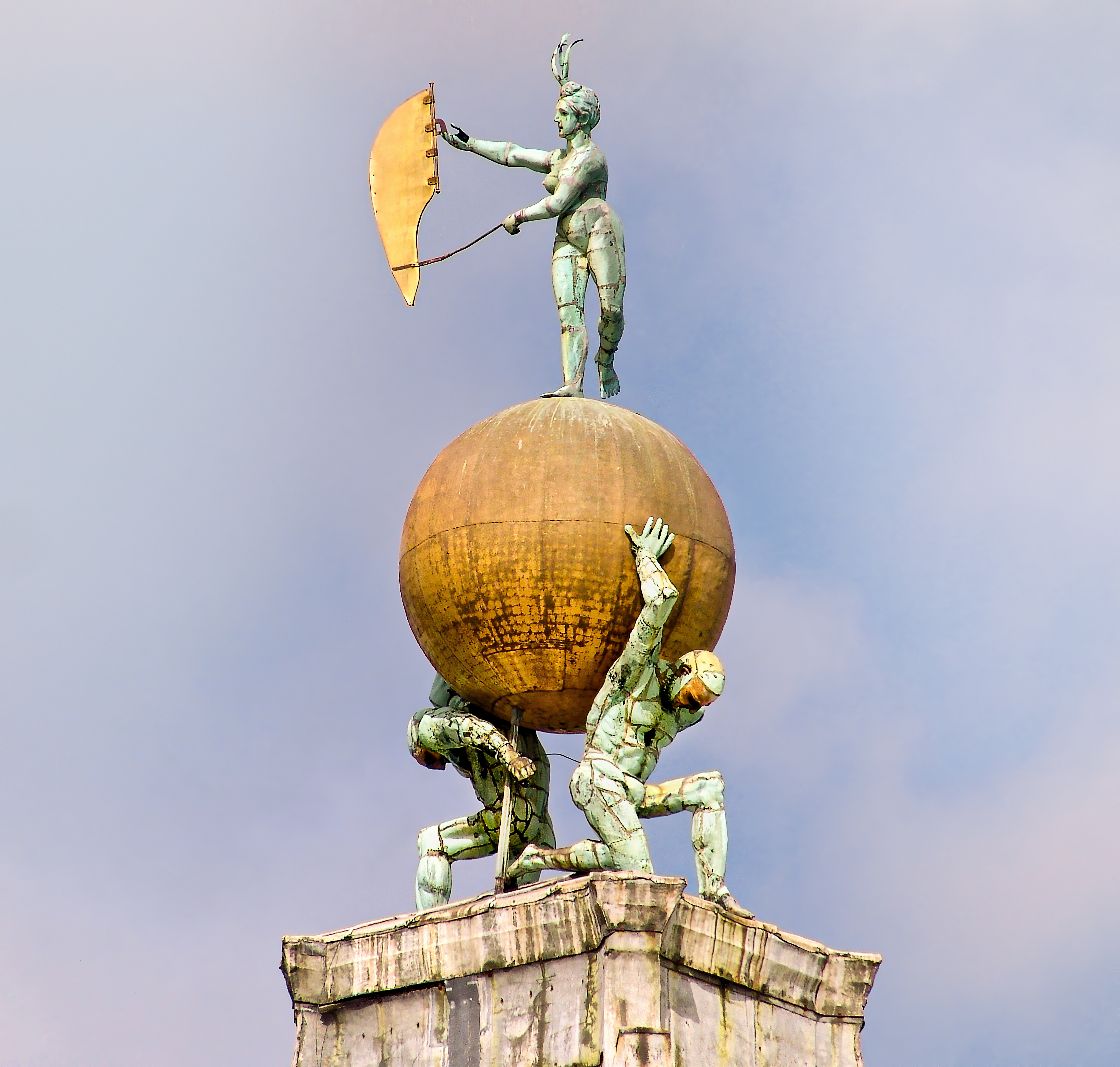
Escultura en la Dogana da Mar.

Este edificio del siglo XVII, obra de Giuseppe Benoni, es de planta triangular, está constituido por ocho crujías que se desarrollan en dos plantas y está coronado por una torre rematada por la Palla d'Oro, una esfera de bronce dorado sostenida por dos atlantes, que representa el mundo, sobre la cual se encuentra la estatua llamada Occasio. Esta estatua representa la Fortuna, y es obra del escultor Bernardo Falconi. Gira para indicar la dirección del viento y también, simbólicamente, la variabilidad de la fortuna.
En los tiempos de la República de Venecia, el complejo, debido a su posición central entre la cuenca de San Marcos y la desembocadura del Gran Canal y del Canal de la Giudecca, era utilizado como oficina de aduanas para los productos y bienes objeto del comercio naval.
En 2009 se llevaron a cabo importantes obras de restauración en el interior del complejo de la Dogana da Mar que permitieron la instalación de un centro de arte contemporáneo relacionado con el Palazzo Grassi. Este centro fue diseñado por el arquitecto minimalista japonés Tadao Ando con la colaboración de un grupo de profesionales italianos, por encargo del magnate de la moda francés François Pinault, coleccionista de arte contemporáneo y propietario del Palazzo Grassi.
Se realizó una consolidación estática del edificio y se llevaron a cabo, entre otras intervenciones, las obras necesarias para su protección de las mareas y para su accesibilidad por parte de personas con movilidad reducida; se instalaron además sistemas mecánicos y eléctricos adecuados para la conservación y protección de las obras de arte expuestas. La «firma» del arquitecto japonés la constituyen algunas paredes de hormigón visto, típicas de su arquitectura, que sirven para ocultar el equipo tecnológico necesario para un moderno centro de exposiciones y para formar una gran sala cuadrada en el centro del edificio.
En principio el proyecto contemplaba también la realización de una pareja de columnas de cemento de sección cuadrada en el Campo della Salute. Sin embargo, después de muchas polémicas, esta propuesta fue abandonada a causa de las numerosas líneas de servicios subterráneos presentes en esa zona.